# Johann Gottlieb Stephanie
Johann Gottlieb Stephanie, född 19 februari 1741 i Breslau, död 23 januari 1800 i Wien, var en österrikisk skådespelare, dramatiker och librettist.

## Verk
- Den Preussiske soldaten (Der Deserteur aus Kindesliebe). Lustspel i tre akter, 1773
- Enleveringen ur Seraljen (Die Entführung aus dem Serail), 1782, musik av Wolfgang Amadeus Mozart
- Teaterdirektören (Der Schauspieldirektor), 1786, musik av  Wolfgang Amadeus Mozart
- Doktorn och apotekaren (Doktor und Apotheker), 1786, musik av Carl Ditters von Dittersdorf